# Catedral del vi
Una catedral del vi és, en l'àmbit català, un celler cooperatiu amb nau de gran envergadura construït a l'estil modernista aproximadament entre el 1910 i el 1920.
Els arquitectes que van dissenyar aquest tipus de construccions són Cèsar Martinell (deixeble d'Antoni Gaudí) o Pere Domènech i Roura, entre d'altres. La denominació va ser creada per Àngel Guimerà per referir-se, inicialment, al Celler Cooperatiu de l'Espluga de Francolí i es va estendre posteriorment al Celler Cooperatiu de Gandesa i d'altres cellers similars.
Aquests edificis tenen en comú el seu estil arquitectònic característic, així com la grandària de les naus. L'apel·latiu de catedral del vi s'explica sobretot per l'estètica (per exemple, per la façana i les voltes del sostre) i per les dimensions. Cal tenir present, d'altra banda, que la bellesa i altres peculiaritats d'aquestes obres està lligada amb la funcionalitat. Es tracta d'una concepció específica del modernisme, en què l'estètica i la funcionalitat anaven de bracet; i així es veu en moltes altres obres modernistes que no són cellers, com les golfes de la Pedrera de Barcelona, el Palau de la Música Catalana de Barcelona, l'institut Pere Mata de Reus o els escorxadors modernistes de Tortosa -inspirat en l'estètica mudèjar- i Tarragona (aquest, actualment seu del rectorat de la Universitat Rovira i Virgili).

## Distribució geogràfica

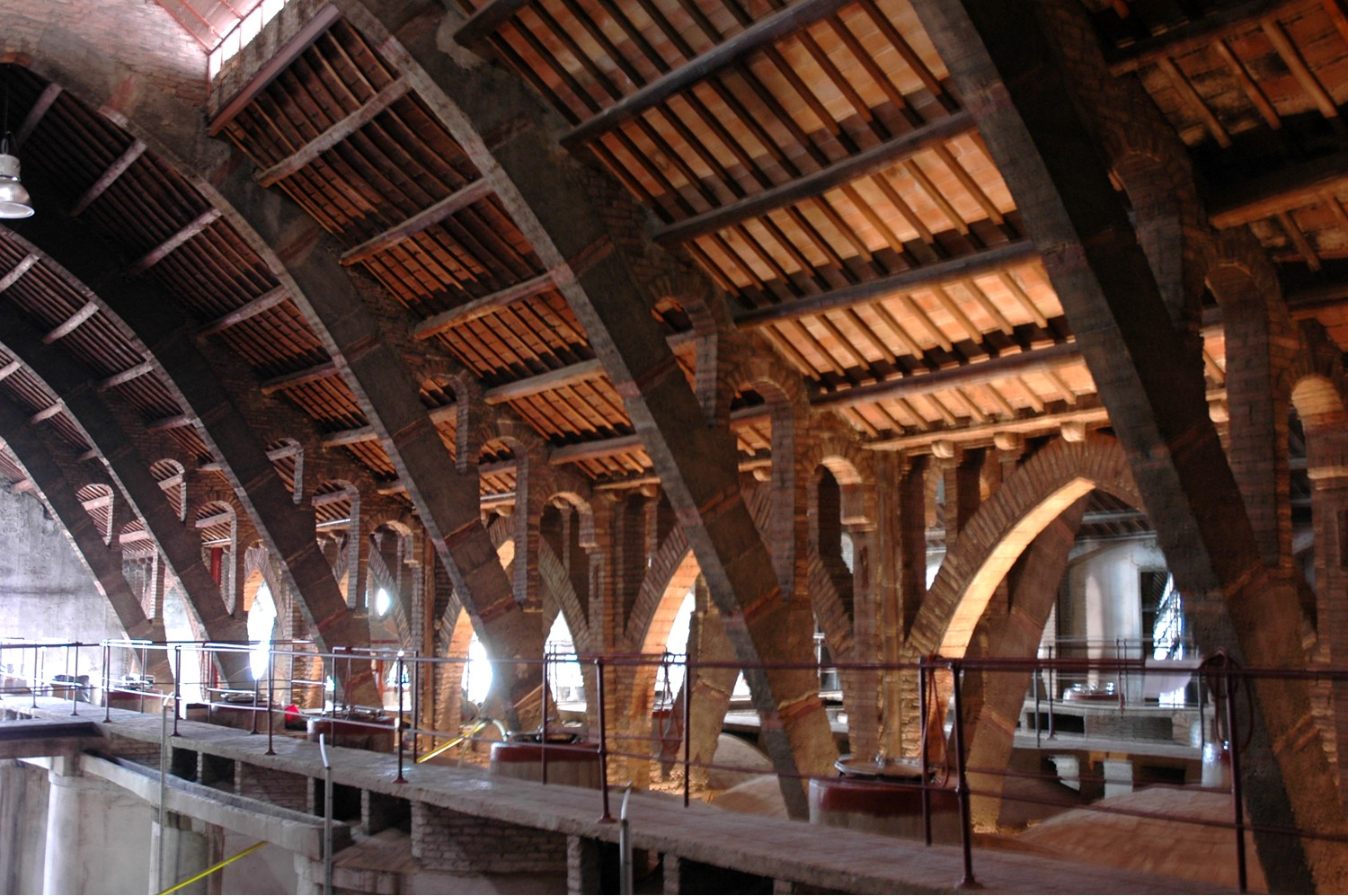
Interior del Celler Cooperatiu de l'Espluga de Francolí
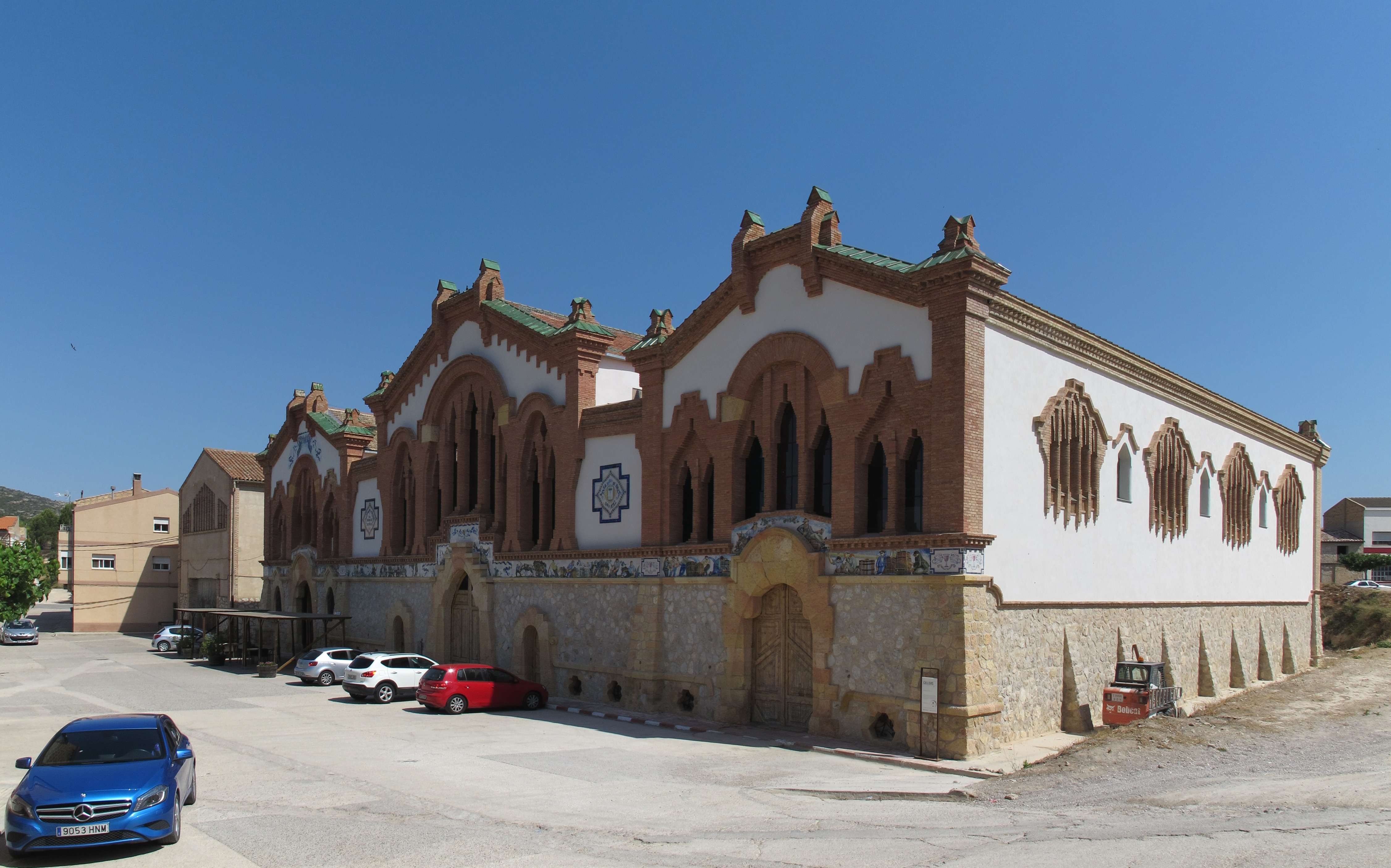
Celler Cooperatiu de Pinell de Brai
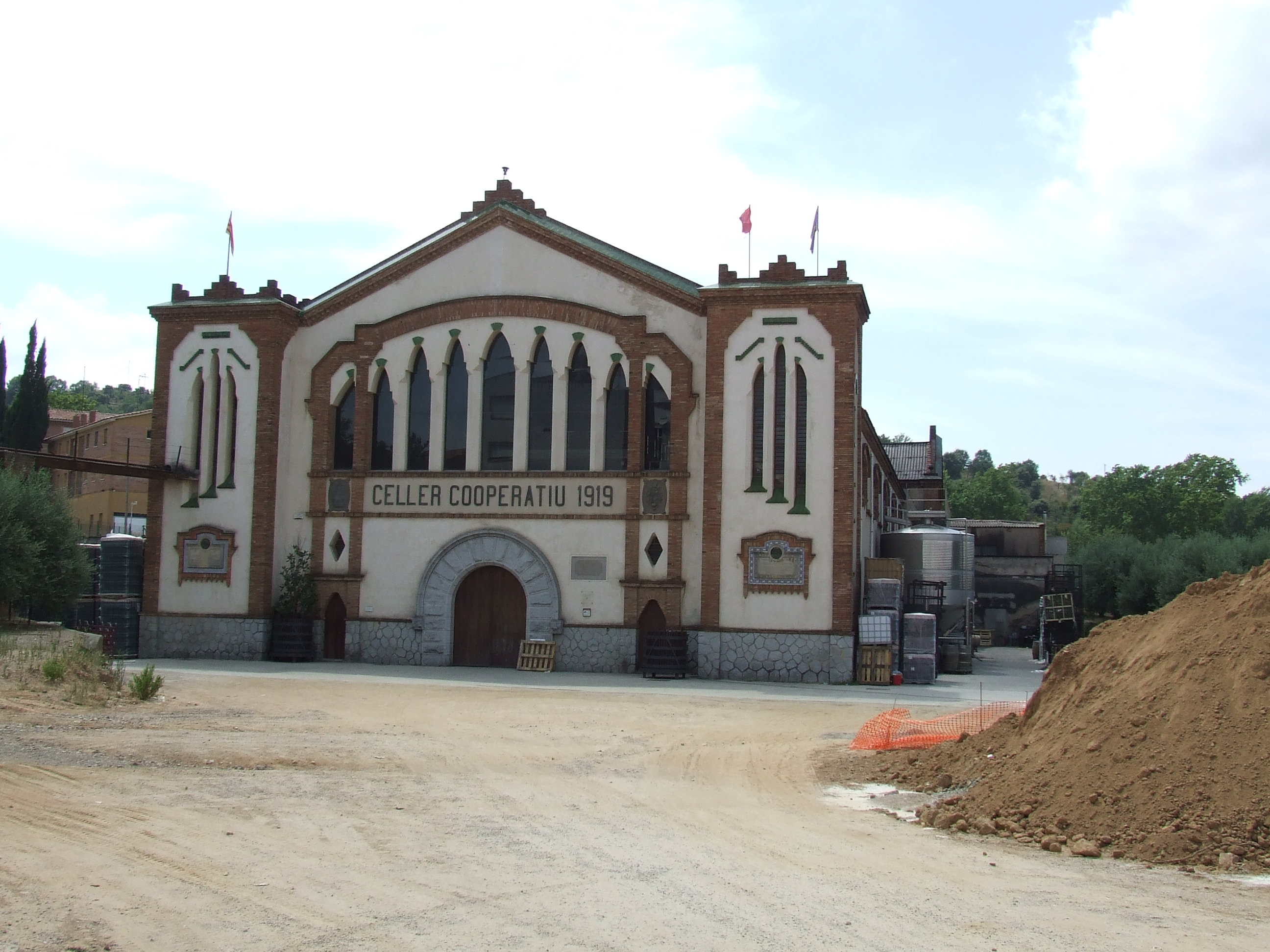
Celler Cooperatiu de Falset
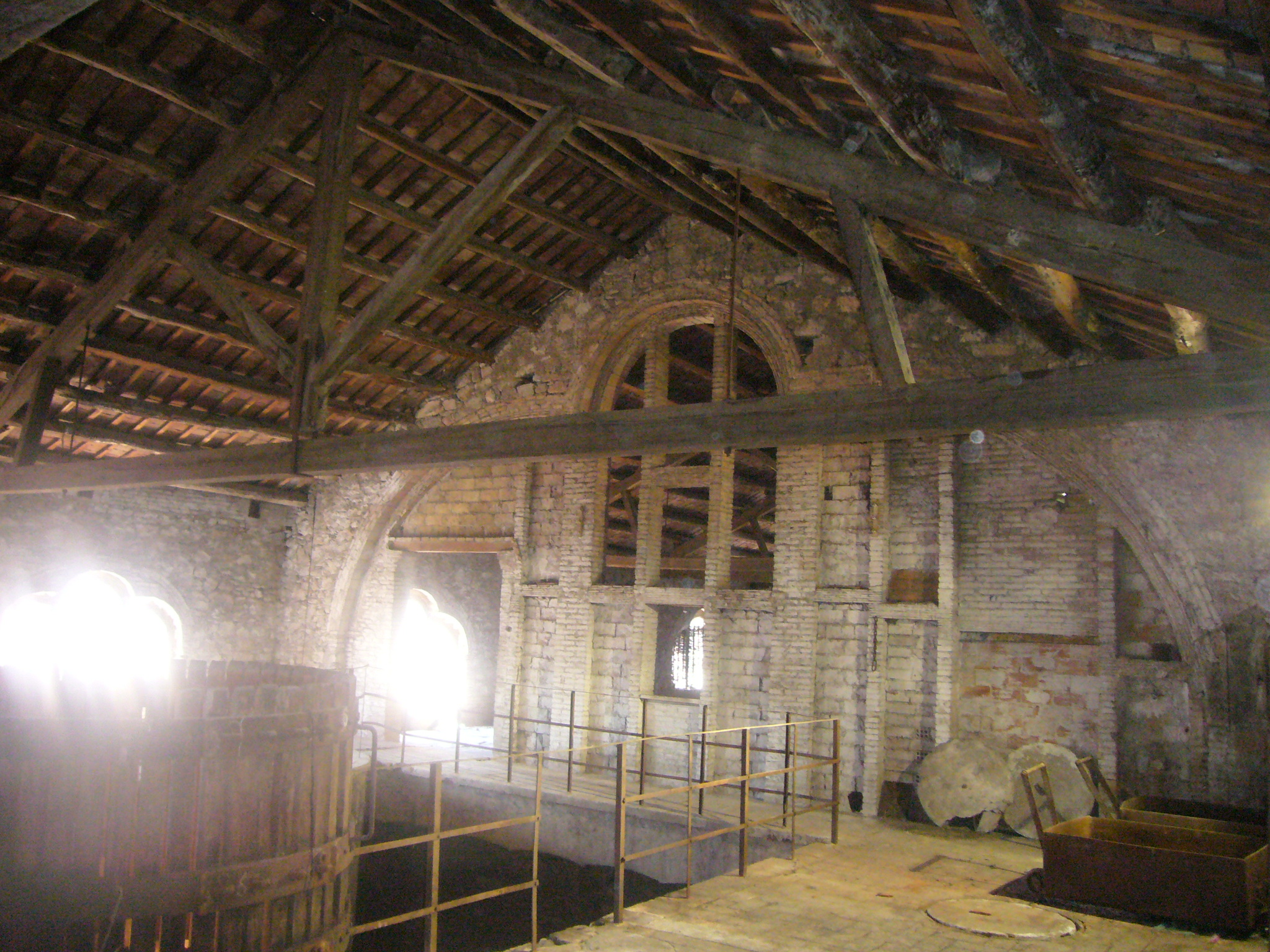
Interior del Celler Cooperatiu d'Igualada

A Catalunya, les catedrals del vi es concentren en dues zones properes l'una de l'altra. Primerament la zona de la Conca de Barberà (part sud i central, no pas la part nord) i l'Alt Camp (part nord i est) i segonament el Priorat i la Terra Alta. Els cellers cooperatius que s'engloben dins de la categoria de catedrals del vi són:
- l'Espluga de Francolí (Conca de Barberà)
- Montblanc (Conca de Barberà)
- Rocafort de Queralt (Conca de Barberà)
- Pira (Conca de Barberà)
- Barberà de la Conca (Conca de Barberà)
- Sarral (Conca de Barberà)
- Cabra del Camp (Alt Camp)
- el Pla de Santa Maria (Alt Camp)
- Nulles (Alt Camp)
- Vila-rodona (Alt Camp)
- Aiguamúrcia (Alt Camp)
- Santes Creus (Alt Camp)
- Alió (Alt Camp)
- Falset (Priorat)
- Cornudella de Montsant (Priorat)
- Celler Cooperatiu de Gandesa, Gandesa (Terra Alta)[2]
- Vilalba dels Arcs (Terra Alta)
- el Pinell de Brai (Terra Alta)[3]

També hi ha cellers d'aquestes característiques en altres zones, però no configuren una concentració tan gran. A tall d'exemple, hi ha els cellers cooperatius de Sant Cugat del Vallès i de Rubí (Vallès Occidental) i d'Igualada (Anoia). Igualment, cal tenir present que també s'anomenen catedrals del vi els cellers grans de Jerez de la Frontera (Andalusia), que produeixen xerès.